# Brazil költők, írók listája
Ez a lista a Brazíliában, portugál nyelven alkotó írókat tartalmazza betűrendben és évszámmal ellátva:
| Ábécé szerinti tartalomjegyzék                      |
| --------------------------------------------------- |
| A B C D E F G H I J K L M N O P Q R S T U V W X Y Z |

## A
- Capistrano de Abreu (1853–1927)
- Florêncio Carlos de Abreu e Silva (1839–1881)
- Emílio Adet (1818–1867)
- José de Alencar (1829–1877)
- Abraão de Almeida (1939–)
- Manuel Antônio de Almeida (1831–1861)
- Jorge Amado (1912–2001)
- Mário Raúl de Morais Andrade (1893–1945)
- Narciso de Andrade (1925–2007)
- Augusto dos Anjos (1884–1914)
- Afonso Arinos (1868–1916)
- Machado de Assis (1839–1908)
- Sânzio de Azevedo (1938–)

## B
- Manuel Bandeira (1886–1968)
- Carlos Barros Méro (1949–)
- Cipriano José Barata de Almeida (1762–1825)
- Augusto Boal (1931–)
- Domingos Borges de Barros (vicomte de Pedra Branca) (1779–1855)
- Chico Buarque (1944–)

## C

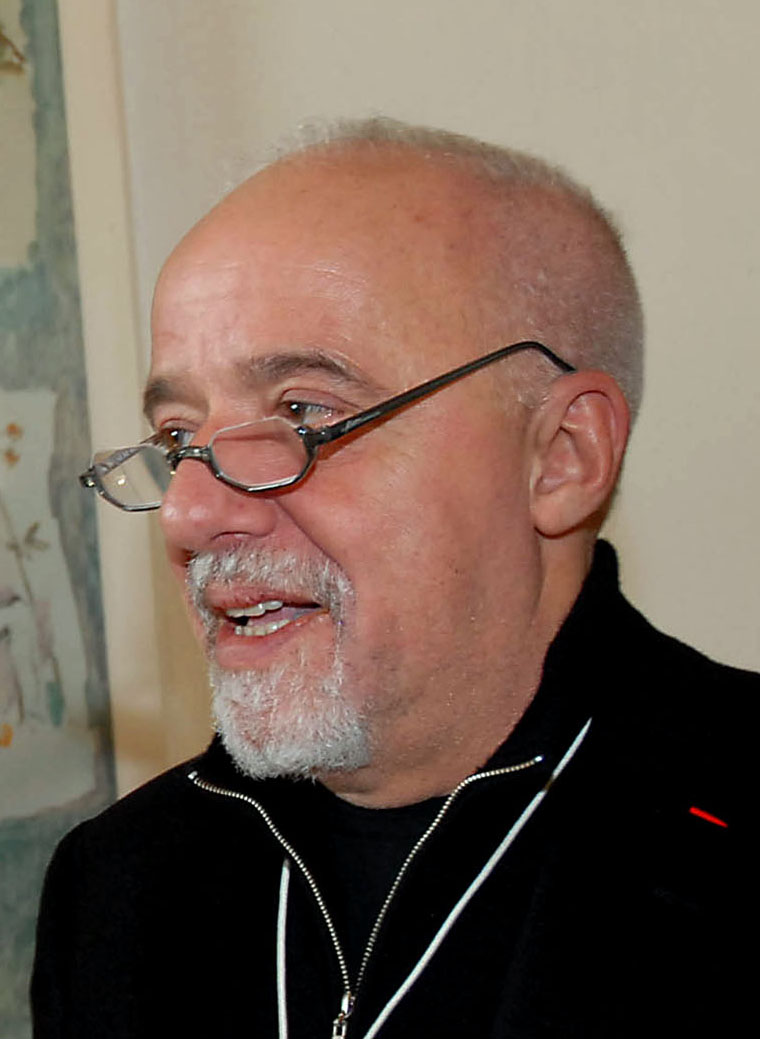
Paulo Coelho

- Domingos Caldas Barbosa (1740–1800)
- Adolfo Caminha (1867–1897)
- Sérgio Capparelli (1947–)
- Clodomir Cardoso (1879–1953)
- Lúcio Cardoso (1913–1968)
- Olavo de Carvalho (1947–)
- Antônio de Castro Alves (1847–1871)
- Lindanor Celina (1917–2003)
- Paulo Coelho (1947–)
- Ronaldo Correia de Brito (1950–)
- Cláudio Manuel da Costa (1729–1789)
- Gonçalves Crespo (1846–1883)
- João da Cruz e Sousa (1861–1898)
- Domingos Simões da Cunha (1755–1824)

## D
- Alberto Dines (1932–)
- Francisca Senhorinha da Motta Diniz (–1910)
- Carlos Drummond de Andrade (1902–1987)

## E
- Ernani Méro (1925–1996)

## F
- Lygia Fagundes Telles (1923–)
- Cristóvão Falcão (1515?-1557?)
- Ambrósio Fernandes Brandão (1560–1630)
- Geraldo Ferraz (1906-1979
- Adonias Filho (1915–1990)
- Rubem Fonseca (1925–2020)
- Celso Furtado (1920–2004)

## G
- Fernando Gabeira (1943–)
- Eustáquio Gomes (1952–)
- Silvério Gomes Pimenta (1840–1922)
- Domingos José Gonçalves de Magalhães (1811–1882)
- Gianfrancesco Guarnieri (1934–2006)
- Alphonsus de Guimaraens (1870–1921)
- João Guimarães Rosa (1908–1967)
- José Armelim Bernardo Guimarães (1915–2004)

## H
- Hilda Hilst (1930–2004)
- Antônio Houaiss (1915–1999)

## J
- Dalcídio Jurandir (1909–1979)

## L
- Carlos Lacerda (1914–1977)
- Giselda Leirner (1928–)
- Aureliano Lessa (1828–1861)
- Augusto de Lima (1859–1934)
- Afonso Henriques de Lima Barreto (1881–1922)
- Paulo Lins (1958–)
- José Lins do Rego (1901–1957)
- Clarice Lispector (1920–1977)
- Carlos Herculano Lopes (1956–)
- Fernando Lucchese (1947–)

## M
- Joaquim Manuel de Macedo (1820–1882)
- Antônio de Alcântara Machado (1901–1935)
- José de Alcântara Machado (1875–1941)
- Joaquim Maria Machado de Assis (1839–1908)
- José Vieira Couto de Magalhães (1837–1898)
- Márcio-André (1978–)
- Plínio Marcos de Barros (1935–1999)
- Maria Marly de Oliveira (1935–2007)
- Gregório de Mattos (1636–1696)
- Cecília Meireles (1901–1964)
- Patrícia Melo (1962–)
- Antonio Miranda (1940–)
- José Bento Monteiro Lobato (1882–1948)
- Francisco de Montesuma (1794–1870)
- Vinícius de Moraes (1913–1980)
- Flávio Moreira da Costa (1942–)
- Alberto Mussa (1961–)

## N
- Esdras do Nascimento (1934–)
- Pedro Nava (1903–1984)
- Coelho Neto (1864–1934)
- Manuel da Nóbrega (1517–1570)

## O
- Domingos Olímpio (1850–1906)
- Antônio Olinto (1919–2009)
- Alberto de Oliveira (1859–1937)
- Glauco Ortolano (1959–)

## P
- Raul Pederneiras (1874–1953)
- Luís Caetano Pereira Guimarães Júnior (1845–1898)
- Luiz Peixoto Ramos (1941–)
- Domingos Pellegrini Jr. (1949–)
- Renard Perez (1928–)
- Luís Adolfo Pinheiro (1940–2006)

## Q
- Raquel de Queiroz (1910–2003)
- Manuel Querino (1851–1923)

## R
- Graciliano Ramos (1892–1953)
- João Ribeiro Ramos (1906–2001)
- Otto Lara Resende (1922–1992)
- Cassiano Ricardo (1895–1974)
- Ruth Rocha (1931–)
- Nelson Rodrigues (1912–1980)
- Marcelo Rubens Paiva (1959–)

## S
- Fernando Sabino (1923–2004)
- Francisco de São Carlos (1768–1829)
- Miêtta Santiago (1903–1995)
- José Sarney (1930–)
- Moacyr Scliar (1937–)
- António José da Silva (1705–1739)
- José Maria da Silva Paranhos Júnior (1845–1912)

## T
- Franklin Távora (1842–1888)
- Álvaro Teixeira de Macedo (1807–1849)
- Mário Totta (1874–1947)
- Dalton Trevisan (1925–2024)

## U
- João Ubaldo Ribeiro (1941–)

## V
- Fagundes Varela (1841–1875)
- Francisco Adolfo de Varnhagen (1816–1878)
- José Mauro de Vasconcelos (1920–1984)
- Evaristo Ferreira da Veiga (1799–1837)
- Érico Veríssimo (1905–1975)
- Luis Fernando Verissimo (1936–)

## X
- Chico Xavier (1910–2002)